# 郭令裕
郭令裕（Kwek Leng Joo，1953年—2015年11月15日），前新加坡华人企業家。

## 生平
新加坡丰隆集团创始人郭芳枫的次子。新加坡城市發展有限公司前副主席兼執行董事、豐隆財務有限公司前非執行董事、城市E-Solution有限公司前董事，以及新加坡豐隆投資控股（私人）有限公司前董事。
郭令裕是在1980年2月8日委任城市發展有限公司董事一職，直至1987年委任副常務董事，1995年1月委任常務董事，直至2014年2月17日委任副主席。2015年11月16日離世，原因是在早上寓所睡夢中突然心臟病發。
去世前，當時新加坡中华总商会會長郭令裕，以3萬港元收藏「神鹰」二字。
2015年11月21日，已故郭令裕喪禮只會以私人形式，而不會公眾形式。

## 家庭
郭令裕配偶為王秀錦，育有2名兒子（郭益升和郭益豐）。

## 個人方面
郭令裕最大興趣是攝影，最早是在9歲時拥有第一台相机開始，令人難忘是在拍摄植物园50年。